# Судебный процесс над свидетелями Иеговы в Таганроге
«Дело шестнадцати» — уголовный процесс над шестнадцатью свидетелями Иеговы в городе Таганроге Ростовской области по обвинению в организации преступной группировки и участии в экстремистской деятельности с вовлечением несовершеннолетних лиц, длившийся с 2011 по 2016 год.
В результате первого судебного процесса в июле 2014 года семеро из шестнадцати обвиняемых были признаны виновными в совершении вменяемых им преступлений, остальные девять — оправданы. Четверо из осуждённых были приговорены к наказанию в виде лишения свободы условно сроками от 5 до 5,5 года, остальные — к штрафам. В августе 2014 года приговор был обжалован (как подсудимыми, так и прокуратурой), в результате чего 12 декабря 2014 года он был полностью отменён, и 26 декабря 2014 года дело было направлено в суд на повторное рассмотрение. Наконец 30 ноября 2015 года был вынесен новый приговор, по которому уже все 16 подсудимых были признаны виновными. Четверо из них были приговорены к условному заключению сроками от 5 лет и 3 месяцев до 5 лет и 6 месяцев, остальные — к штрафам. 18 марта 2016 года приговор был подтверждён судебной коллегией по рассмотрению уголовных дел в апелляционной инстанции Ростовского областного суда.
7 июня 2022 года Европейский суд по правам человека признал решение таганрогского суда незаконным. Однако в России действует закон, согласно которому решения ЕСПЧ, вынесенные после 15 марта 2022 года, не подлежат исполнению.

## Первый судебный процесс

### Ликвидация МРО и признание литературы экстремистской
11 июня 2009 года прокурор Ростовской области обратился в Ростовский областной суд с требованием признать экстремистской и запретить деятельность местной религиозной организации (МРО) «Свидетели Иеговы — Таганрог», а также запретить её деятельность в городе Таганроге, Неклиновском и Матвеево-Курганском районах Ростовской области и конфисковать имущество организации в пользу Российской Федерации. Кроме того, прокурор ходатайствовал о признании литературы свидетелей Иеговы экстремистским материалом и включении её в федеральный список экстремистских материалов.
В качестве обоснования указанных требований прокуратурой были названы склонение к отказу от медицинской помощи по религиозным причинам, побуждение к отказу от исполнения установленных законом гражданских обязанностей, вовлечение несовершеннолетних лиц в деятельность организации, разрушение семейных и родственных отношений. Кроме того, прокуратура вменила организации распространение через печатную продукцию высказываний, унижающих человеческое достоинство по признаку отношения к религии и пропагандирующих исключительность одной религии над другой, тем самым возбуждая межрелигиозную вражду.
Так как МРО 31 октября 2007 года было вынесено предупреждение о недопустимости экстремистской деятельности, которое не было обжаловано в установленный срок и не было отменено, и в 2008 году МРО была вновь продолжена деятельность в виде распространения религиозной литературы, содержащей, по версии прокуратуры, экстремистские высказывания, а также тот факт, что МРО вопреки своему уставу, осуществляла деятельность в Неклиновском и Матвеево-Курганском районах Ростовской области, где она не зарегистрирована, прокуратура выступила с требованием о запрете и ликвидации МРО.
11 сентября 2009 года Ростовский областной суд частично удовлетворил требования прокурора и 18 сентября наложил арест на всё имущество организации в Таганроге. Решением суда были признаны экстремистскими 34 наименования публикаций свидетелей Иеговы (из 68 наименований, запрет которых требовал прокурор), среди которых книга «Чему на самом деле учит Библия?», брошюры «Следует ли верить в Троицу?», «Как может кровь спасти твою жизнь?», отдельные номера журналов «Пробудитесь!» и «Сторожевая башня», а также другие публикации Общества Сторожевой башни.

### Попытки обжалования решений ростовского суда
8 декабря 2009 года Судебная коллегия по гражданским делам Верховного Суда Российской Федерации отклонила жалобу общины свидетелей Иеговы в Таганроге на решение Ростовского областного суда о запрете и ликвидации местной религиозной организации и признании экстремистскими ряда их изданий.
1 июня 2010 года Управленческий центр свидетелей Иеговы в России направил в Европейский суд по правам человека жалобу на решение Верховного Суда РФ, утвердившего решение Ростовского областного суда от 11 сентября 2009 года о ликвидации местной религиозной организации Свидетелей Иеговы в Таганроге и признании 34 публикации свидетелей Иеговы экстремистскими материалами.
7 сентября 2010 года Верховный Суд Российской Федерации отказал в удовлетворении жалобы немецкого религиозного издательства Wachtturm Bibel- und Traktat-Gesellschaft der Zeugen Jehovas, оспаривавшего решение Ростовского областного суда о признании 34 изданий свидетелей Иеговы экстремистскими.

## Второй судебный процесс

### Новое уголовное дело по обвинениям в экстремизме
5 августа 2011 года в отношении неустановленных лиц было заведено уголовное дело, на основании которого 25 августа 2011 года в 19 домах свидетелей Иеговы, проживающих в Таганроге и его окрестностях прошли массовые обыски. 10 февраля 2012 года с бывшего председателя таганрогской общины Николая Троцюка была взята подписка о невыезде, а в последующие дни подписка о невыезде была взята ещё с нескольких членов общины. Кроме того, 4 февраля 2012 года было возбуждено второе уголовное дело об участии в экстремистской организации. Оба дела были затем объединены в одно производство.
В августе 2011 года старший следователь по особо важным делам следственной части ГУ МВД России по ЮФО Иван Бондаренко дал отвод двум адвокатам свидетелей Иеговы и определил адвокатов по назначению. Это решение было обжаловано в Таганрогском городском суде, который в октябре 2012 признал отвод адвокатов незаконным. Таким образом, процедура предъявления обвинений свидетелей Иеговы в мае-июне 2012 года и последующие следственные действия перестали быть действительными. В ноябре 2012 года обвинение таганрогской общине свидетелей Иеговы было предъявлено повторно, а решение Таганрогского городского суда было обжаловано в Ростовском областном суде, который 11 и 19 декабря 2012 года оставил постановление горсуда в силе.
12 апреля 2013 года шестнадцать членов таганрогской общины свидетелей Иеговы получили копии обвинительного заключения. Четверых из них (Николая Троцюка, Александра Скворцова, Алексея Коптева и Юрия Баклушина) обвиняют по ч. 1 ст. 282.2 УК РФ (организация деятельности экстремистской организации) и ч. 4 ст. 150 УК РФ (вовлечение несовершеннолетнего в совершение преступления). Остальные 12 членов организации (Сергей Троцюк, Роман Волощук, Андрей Гончаров, Оксана Гончарова, Вячеслав Щекалев, Карен Минасян, Кирилл Четвериков, Владимир Кожухов, Владислав Кругликов, Татьяна Кравченко, Владимир Моисеенко и Кирилл Кравченко) обвиняются по ч. 2 ст. 282.2 УК РФ (участие в деятельности экстремистской организации). По версии следствия, обвиняемые продолжали деятельность организации, несмотря на её запрет и ликвидацию. Кроме того, после ликвидации МРО численность местной общины даже возросла и составила около 200 человек.
По версии следствия, обвиняемые проводили собрания, на которых высказывали идеи, унижающие человеческое достоинство по принципу отношения к религии, и возбуждающие ненависть к «христианскому миру», а также пропагандировали исключительность одной религии над другой, отказ по религиозным причинам от прохождения воинской службы и от оказания медицинской помощи людям, находящимся в опасном для жизни и здоровья положении, и, кроме прочего, вовлекали несовершеннолетних лиц в деятельность признанной экстремистской организации.
По данным информационно-аналитического центра «Сова», по состоянию на июнь 2013 года «Дело шестнадцати» было самым масштабным по количеству подсудимых делом антиэкстремистской направленности в России. Однако, это было не единственным уголовным делом в отношении свидетелей Иеговы в Таганроге — параллельно рассматривались ещё два дела, по которым в общей сложности проходило ещё пять свидетелей Иеговы. Все три дела ведутся одним и тем же следователем — Иваном Бондаренко. Причиной разделения дел в главном управлении МВД по ЮФО называют принадлежность обвиняемых к разным собраниям.

### Судебные слушания
Первые слушания по делу состоялись в Таганрогском городском суде 13 и 20 мая 2013 года. По данным следствия, обвиняемые продолжили в Таганроге деятельность общины, несмотря на её запрет и ликвидацию: изучали запрещённую экстремистскую литературу, проводили собрания, а также пропагандировали исключительность одной религии над другой, отказ по религиозным мотивам от медицинской помощи и от прохождения воинской службы и вовлекали несовершеннолетних лиц в деятельность экстремистской организации.
В основу обвинения были положены записи скрытой камерой, установленной спецслужбами в помещении, где свидетели Иеговы открыто проводили свои богослужения. Скрытая камера зафиксировала факт продолжения таганрогскими свидетелями Иеговы их религиозной деятельности. Однако, по версии следствия, после судебной ликвидации в 2009 году юридического лица — местной религиозной организации «Свидетели Иеговы Таганрог», таганрогские свидетели Иеговы не имели права собираться для богослужений. Сами же обвиняемые исходили из того, что ликвидация МРО не отменяет их конституционного права на свободу вероисповедания, а законы разрешают совместное исповедание религии без образования юридического лица.
Прокуратура запросила для четверых подсудимых (старейшины собрания — Николай Троцюк, Александр Скворцов, Алексей Коптев и Юрий Баклушин), обвиняемых в организации экстремистской деятельности и вовлечении в неё несовершеннолетнего, наказание в виде шести лет лишения свободы с отбыванием наказания в колонии общего режима и денежного штрафа в размере 100 тысяч рублей. Для остальных обвиняемых прокурор запросил различные штрафы: 70 тысяч рублей — для пятерых, 60 тысяч — для шестерых и 20 тысяч — для одного. Однако всех 16 участников процесса предлагается освободить от уплаты штрафов по причине истечения сроков привлечения по данным статьям.
Представление доказательств обвинения закончилось 24 марта 2014 года, после чего началось представление доводов и доказательств защиты. 16 июля 2014 года подсудимые выступили с последним словом, никто из них не признал свою вину. Оглашение приговора первоначально было намечено на 28 июля, однако затем было перенесено на 29 июля. Однако в этот день судья не успел огласить приговор полностью и оглашение его резолютивной части было отложено на 30 июля.
30 июля 2014 года приговор был оглашён. Семеро обвиняемых были признаны виновными в совершении вменяемых им преступлений. Четверо подсудимых (30-летний Юрий Баклушин, 69-летний Алексей Коптев, 51-летний Александр Скворцов и 59-летний Николай Троцюк) были признаны виновными в «организации деятельности экстремистской организации» (ч. 1 ст. 282.2 УК РФ) и в «вовлечении несовершеннолетнего в совершение преступления» (ч. 4 ст. 150 УК РФ) и приговорены к наказанию в виде лишения свободы условно сроками от 5 до 5,5 лет, а также штрафа в размере 100 тысяч рублей (с освобождением от уплаты в связи с истечением сроков давности). Кроме того, ещё трое подсудимых были осуждены за «участие в деятельности экстремистской организации» (ч. 2 ст. 282.2 УК РФ) и приговорены к штрафам в размере от 50 до 60 тысяч рублей также с освобождением от уплаты в связи с истечением сроков давности. Приговор будет обжалован в Ростовском областном суде.
Остальные девять подсудимых были оправданы. По словам одного из адвокатов Антона Богданова, девять оправданных подсудимых, по мнению суда, также занимались преступной деятельностью, однако не знали, что эта деятельность запрещена судом. По мнению Богданова, суд посчитал, что смысл решения Ростовского областного суда от сентября 2009 года о ликвидации таганрогской общины свидетелей Иеговы заключается в том, что любое совместное богослужение членов общины в Таганроге является преступной деятельностью.
По мнению адвоката Виктора Женкова, «таганрогский сценарий» может быть использован в других городах России для уголовного преследования свидетелей Иеговы за участие в богослужениях и их традиционную проповедническую деятельность. Кроме того, продолжение осуждёнными их религиозной деятельности будет означать то, что они могут подвергнуться более суровым санкциям как рецидивисты.

### Обжалование приговора и пересмотр дела
8 августа 2014 года все шестнадцать фигурантов дела обжаловали решение таганрогского городского суда, в том числе и те, кому был вынесен оправдательный приговор, — они не согласны с деталями мотивировочной части решения суда. В тот же день решение таганрогского суда обжаловала и прокуратура Ростовской области. Ростовский областной суд 12 декабря 2014 года полностью отменил приговор таганрогского городского суда — как в обвинительной части, так и в оправдательной части.
26 декабря 2014 года дело в отношении шестнадцати обвиняемых свидетелей Иеговы вновь поступило в Таганрогский городской суд на повторное рассмотрение судьёй Алексеем Васютченко. Предварительные слушания по делу прошли 12 января, а первое заседание — 22 января 2015 года. Первое рассмотрение дела по существу состоялось 3 марта.
В результате повторного рассмотрения дела в Таганрогском городском суде приговор подсудимым был ужесточён, и 30 ноября 2015 года все 16 подсудимых были признаны виновными. Из них к условному заключению были приговорены организаторы: трое — сроками на 5 лет и 6 месяцев, четвёртый — на 5 лет и 3 месяца. Все осуждённые были приговорены к штрафам в размере от 20 тыс. до 100 тыс. рублей, от которых были освобождены за истечением срока давности. Адвокаты осуждённых приняли решение обжаловать вынесенный приговор. Однако 17 марта 2016 года Ростовский областной суд оставил обвинительный приговор Таганрогского городского суда в силе.

## Решение Европейского суда по правам человека
7 июня 2022 года было опубликовано постановление ЕСПЧ по делу «МРО Таганрог и другие против России» (в одно дело были объединены 20 жалоб, которые Свидетели Иеговы подавали с 2010 по 2019 год), в котором ЕСПЧ признал, что Россия нарушила в отношении Свидетелей Иеговы первую статью протокола № 1 Европейской конвенции (на уважение частной собственности) и четыре статьи Европейской конвенции:
- Статья 5 о праве на личную свободу и неприкосновенность;
- Статья 9 о праве на свободу мысли, совести и религии;
- Статья 10 о праве на свободу выражения мнения;
- Статья 11 о свободе собраний и объединений.

Однако в России действует закон, согласно которому решения ЕСПЧ, вынесенные после 15 марта 2022 года, не подлежат исполнению.

## Мнения правозащитников
По словам председателя правления международного общества «Мемориал» Арсения Рогинского, «дело шестнадцати» не получает должного общественного внимания по причине непонимания и недооценки его важности. Эксперт Института прав человека Лев Левинсон объясняет отсутствие общественного резонанса предвзятостью «влиятельных» средств массовой информации и религиозных организаций. Директор информационно-аналитического центра «Сова», член Совета при президенте по развитию гражданского общества и правам человека Александр Верховский считает, что «дело шестнадцати» представляет собой юридическую коллизию: в условиях, когда запрещена организация, неясно, что этот запрет значит для рядовых верующих, имеющих конституционное право исповедовать любую религию.
22 июня 2010 года Уполномоченный по правам человека в РФ Владимир Лукин направил ходатайство в Президиум Верховного Суда Российской Федерации о пересмотре решения Ростовского областного суда от 11 сентября 2009 года по делу о признании ряда религиозных публикаций свидетелей Иеговы экстремистскими. Об этом Лукин сообщил, отвечая на вопросы читателей газеты «Коммерсантъ». В своем годичном докладе за 2012 год он заявил о наличии в этом вопросе правового конфликта, поскольку в согласии со ст. 13 Федерального закона от 25.07.2002 г. № 114-ФЗ «О противодействии экстремистской деятельности» все подобные дела рассматриваются судами в процедуре особого производства, по представлению органов прокуратуры и в отсутствие второй процессуальной стороны. По его мнению, подобные судебные дела должны рассматриваться в общем исковом порядке (согласно ст. 12 ГПК РФ), то есть при соблюдении основных принципов судопроизводства: состязательности и равенства сторон.
По мнению директора ИА «Сова» Александра Верховского, правоприменение по ч. 1 ст. 282.2 УК РФ является избирательным, так как после запрета деятельности любой организации собрание её членов избирательно либо можно счесть продолжением деятельности организации, либо нет.
11 декабря 2015 года в связи со вторым обвинительным приговором Таганрогского суда по «делу шестнадцати» организация Amnesty International в рамках проводимых ею «акций срочной помощи» опубликовала обращение к Генеральному прокурору Юрию Чайке с призывом к российским властям «соблюдать и защищать право каждого в России на свободу вероисповедания и религиозных убеждений», «позаботиться об отмене обвинительных приговоров, вынесенных Свидетелям Иеговы — Таганрог» и «воздержаться от предъявления обвинений Свидетелям Иеговы и запрета их организаций как „экстремистских“ исключительно за мирное исповедование религиозных убеждений».